# Dicranomyia (Dicranomyia) zernyi
Dicranomyia (Dicranomyia) zernyi is een tweevleugelige uit de familie steltmuggen (Limoniidae). De soort komt voor in het Palearctisch gebied.